# German Classics
Die German Classics waren eine von 1989 bis 2013 jährlich stattfindende internationale Pferdesport-Veranstaltung. Sie fand seit 2001 in Hannover statt und galt als Norddeutschlands größtes Hallenreitturnier. Veranstalter sind der Pferdesportverband Hannover e. V. und die PST Paul Schockemöhle Marketing GmbH.

## Geschichte
Die German Classics wurden 1989 erstmals ausgetragen, zu diesem Zeitpunkt fand die Veranstaltung in der Stadthalle Bremen statt. Ins Leben gerufen wurden die German Classics von Paul Schockemöhle gemeinsam mit Ion Țiriac. Veranstaltet wurde das Turnier von der Pferdesport-Marketingfirma Escon-Marketing und deren Geschäftsführer Dr. Kaspar Funke. Dessen damaliger Geschäftspartner Paul Schockemöhle war hier als Turnierchef aktiv.
Mittelpunkt der damaligen German Classics war die German Classics-Gesamtwertung, die aus einer Teamwertung im Stil eines Nationenpreises und einer zweiten Einzelwertungsprüfung, dem Großen Preis, am Folgetag bestand.
Im Jahr 1997 begannen sich die Wege von Schockemöhle und Funke im Rechtsstreit aufgrund des Vorwurfs von Unregelmäßigkeiten in der Buchführung von Veranstaltungen gegenüber Funke zu trennen. Außergerichtlich einigte man sich hierbei im Jahr 2001 unter anderem auch über die Zukunft der German Classics: Paul Schockemöhle, der Namensgeber der Veranstaltung war, erhielt die Rechte am Namen German Classics. Kaspar Funke hingegen übernahm den Turnierstandort Bremer Stadthalle und führte von 2000 bis 2013 hier die Euroclassics im Stil der bisherigen German Classics (also mit Teamwertung und Einzel-Gesamtwertung) durch.
In Folge trat sich Schockemöhle mit dem Geschäftsführer der Pferdesport-Marketingfirma EN GARDE Marketing, Volker Wulff zusammen und veranstalten seit dem verschiedene Pferdesportturniere in Deutschland. Daneben veranstaltet die PST Paul Schockemöhle Marketing auch mehrere Turniere unabhängig von EN GARDE, hierzu zählen unter anderem die „neuen“ German Classics, die ab Herbst 2001 nun in Hannover stattfanden.
Bereits im Jahr 2013 war Durchführung des Turniers gefährdet, da Sponsoren fehlten. Vielfach kam Schockemöhle für Teile der Turnierdotierung auf. Im April 2014 gaben die Veranstalter das endgültige Ende des Turniers bekannt. Zu dem Sponsorenmangel kam hinzu, dass der NDR seine Reitsportübertragungen weiter reduziert und 2014 keine Liveübertragung von den German Classics plante.

## Das Turnier
Seit Herbst 2001 fanden die German Classics in der Messehalle 2 auf dem Expo-Messegelände in Hannover statt. Die Sportlichen Schwerpunkte des Turniers lagen im Bereich des Springreitens und des Vierspännerfahrens. Zudem fanden auch nationale Dressurprüfungen statt.

### Springreiten
Das Turnier wurde zumeist als CSI 4* ausgetragen. Im Gründungsjahr 2001 wurde bei den German Classics zunächst das Reglement der alten German Classics mit Mannschafts- und Einzelwertung übernommen. Im Jahr 2002 wurde das Programm an die 2000 neu geschaffene Riders Tour angepasst, die ab diesem Jahr in Hannover Station machte. Die German Classics Hannover waren traditionell die vorletzte Etappe der Riders Tour.

#### Siegerliste
Im Jahr 2001 wurde die Mannschaftswertung vom Schweizer Team (Markus Fuchs, Willi Melliger, Urs Fäh, Dehlia Ouevray) gewonnen. Markus Fuchs gewann mit Tinka's Boy zudem die Einzelwertung.
Nach dem Sieg von Otto Becker im Großen Preis des Jahres 2008 gab dieser sein Karriereende bekannt, dass zunächst für Dezember 2008 geplant war.
Der Große Preis wurde als internationale Springprüfung der Klasse S mit Siegerrunde oder als Springprüfung der Klasse S mit zwei Umläufen ausgetragen, die Hindernishöhe beträgt bis zu 1,55 Meter. Die Prüfung war im Jahr 2013 mit 75.000 Euro dotiert.
Sieger im Großen Preis (ab 2002 Wertungsprüfung der Riders Tour):
| - 2001: Tjark Nagel mit Cliff - 2002: Otto Becker mit Cento - 2003: Christian Ahlmann mit Cöster - 2004: Malin Baryard-Johnsson mit Butterfly Flip - 2005: Gerco Schröder mit Lanapoule - 2006: Thomas Frühmann mit The Sixth Sense - 2007: Marcus Ehning mit Sandro Boy |  |  |  |  |  |  |  |  | - 2008: Otto Becker mit Lunatic - 2009: Christian Ahlmann mit Taloubet Z - 2010: Eva Bitter mit Satisfaction - 2011: Jörg Oppermann mit Che Guevara - 2012: Ludger Beerbaum mit Chaman - 2013: Gert-Jan Bruggink mit Dejavu |

An die Stelle der Nationen-Teamwertung trat ab 2002 die Wertungsprüfung der Riders Tour-Mannschaftswertung, die zuletzt 2006 ausgetragen wurde.

Sieger in der Mannschaftswertung (2002 bis 2006):
- 2002: Buddelei Ladies Team ( Helena Lundbäck mit Mynta,  Samantha McIntosh mit Hildon Fleche Rouge,  Helena Weinberg mit Ramonus)
- 2003: P.S.I. Team ( Otto Becker mit Cento,  Rodrigo Pessoa mit Baloubet du Rouet,  Marc Wirths mit Warrior W)
- 2004: Audi quattro Team ( Ludger Beerbaum mit Goldfever,  Marco Kutscher mit Conterno-Grande,  Mylène Diederichsmeier mit Countess G)[19]
- 2005: VDL Groep Team ( Hubert Bourdy mit Eve des Etisses,  Samantha McIntosh mit Loxley,  Leopold van Asten mit Think Twice II)
- 2006: Audi Team ( Bernardo Alves mit Chupa Chup,  Marco Kutscher mit Conterno-Grande,  Ludger Beerbaum mit Enorm)

### Vierspännerfahren
Die German Classics zählte zu den bedeutendsten Fahrsportturnieren in Deutschland. Seit 2002 wurden Vierspänner-Fahrprüfungen bei den German Classics ausgetragen, ab dem Jahr 2004 war das Turnier Wertungsprüfung des Vierspänner-Weltcups, der wichtigsten Serie im internationalen Fahrsport.
| - 2002: Christoph Sandmann mit seinem Gespann - 2003: Christoph Sandmann mit seinem Gespann - 2004: IJsbrand Chardon mit seinem Gespann - 2005: Tomas Eriksson mit seinem Gespann - 2006: Tomas Eriksson mit Filur, Dennis, Monzo und Rachi-Röslev - 2007: Boyd Exell mit Bill, Pascal, Lucky und Ajax |  |  |  |  |  |  |  |  | - 2008: IJsbrand Chardon mit Thomas H, Thalita, Capser und Maxi - 2009: Boyd Exell mit Spitfire, Lucky, Bill und Ajax - 2010: Boyd Exell mit Bill, Lucky, Ajax und Spitfire - 2011: IJsbrand Chardon mit Illem, Inci, Maestoso Fegyenc und Maestoso Magus - 2012: Boyd Exell mit Bajnok, Bill, Ajax und Lucky - 2013: Koos de Ronde mit Celina, Mario, Palero und Tommy |

### Dressurreiten
Neben den vorgenannten Prüfungen fanden auch Dressurprüfung im Rahmen der German Classics statt. Diese waren national ausgeschrieben, Höhepunkt war die Grand Prix Kür, eine Prüfung der Klasse S*** am Sonntagmorgen. Zudem wurde von 2001 bis 2003 auch ein Grand Prix Spécial, ebenfalls eine nationale Prüfung der Klasse S***, ausgetragen.

#### Siegerliste
Grand Prix Kür:
| - 2001: Hubertus Schmidt mit Wansuela suerte (76,840 %) - 2002: Ulla Salzgeber mit Rusty (80,800 %) - 2003: Isabell Werth mit Apache OLD - 2004: Isabell Werth mit Apache OLD - 2005: Isabell Werth mit Apache OLD (81,800 %) - 2006: Isabell Werth mit Apache OLD (80,410 %) - 2007: Sonja Bolz mit Cockney (76,850 %) |  |  |  |  |  |  |  |  | - 2008: Isabell Werth mit First Class (77,360 %) - 2009: Carola Koppelmann mit Insterburg TSF (76,550 %) - 2010: Helen Langehanenberg mit Damon Hill NRW (80,050 %) - 2011: Isabell Werth mit Satchmo (82,333 %) - 2012: Isabell Werth mit El Santo NRW (80,283 %) - 2013: Anabel Balkenhol mit Diamonds Forever (76,708 %) |

Grand Prix Spécial:
- 2001:  Hubertus Schmidt mit Wansuela suerte (73,700 %)
- 2002:  Jon Pedersen mit Esprit De Valdemar (69,320 %)
- 2003:  Heike Kemmer mit Ferragamo (67,000 %)

### Mannschaftswettbewerbe
Fester Bestandteil des Turniers waren zudem die Mannschaftswettbewerbe der Bezirksverbände im Spring- und Dressurreiten. Dies waren Prüfungen der Klasse M. Auch dank dieser Prüfungen sah Paul Schockemöhle die German Classics als Impulsgeber und Ziel für die Junioren und Jungen Reiter und die Athleten im Pferdeland Niedersachsen.